# 齊名
齊名是為人們習慣於將當代或前代的幾個文化、技藝名家並列相稱，說誰與誰名氣相當接近，就因此並稱為一個名號。
齊名有很多種來由，有的源於域相對或相近，如「南洪北孔」、「吳中四士」、「揚州八怪」等；有的源於時間，通常是同處一個文化興盛期，如「初唐四傑」、「建安七子」、「唐宋八大家」；有的源於同姓同族，例如父子兄弟為傑出文學家，如「三曹」、「三蘇」；有的源於流派，或承襲，或相對，比如「孔孟」、「老莊」、「李杜」、「韓柳」等。

## 註腳
1. 1 2  童超. . . 2010: 65.